# Phymatodes amoenus
Phymatodes amoenus är en skalbaggsart som först beskrevs av Thomas Say 1824.  Phymatodes amoenus ingår i släktet Phymatodes och familjen långhorningar. Inga underarter finns listade i Catalogue of Life.

## Bildgalleri

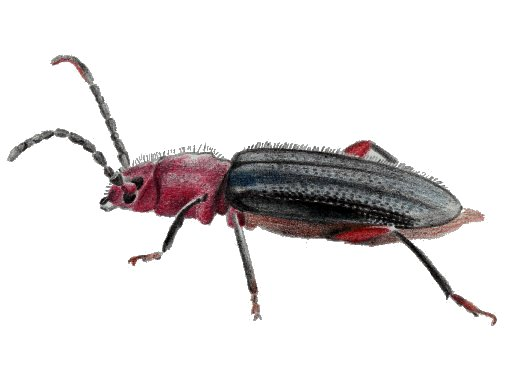